# Church of the Immaculate Conception (London)

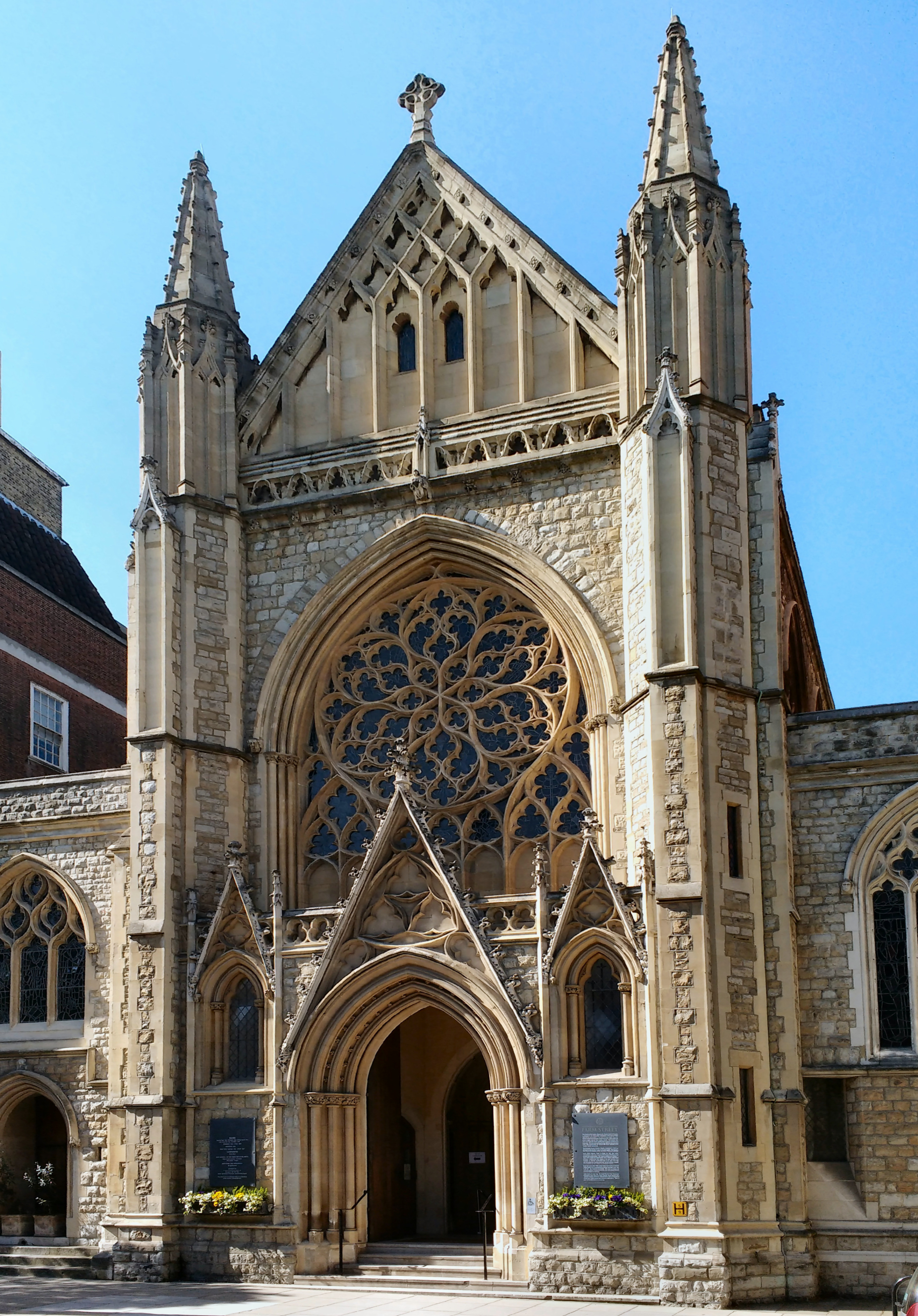
Kirche der Unbefleckten Empfängnis von Süden

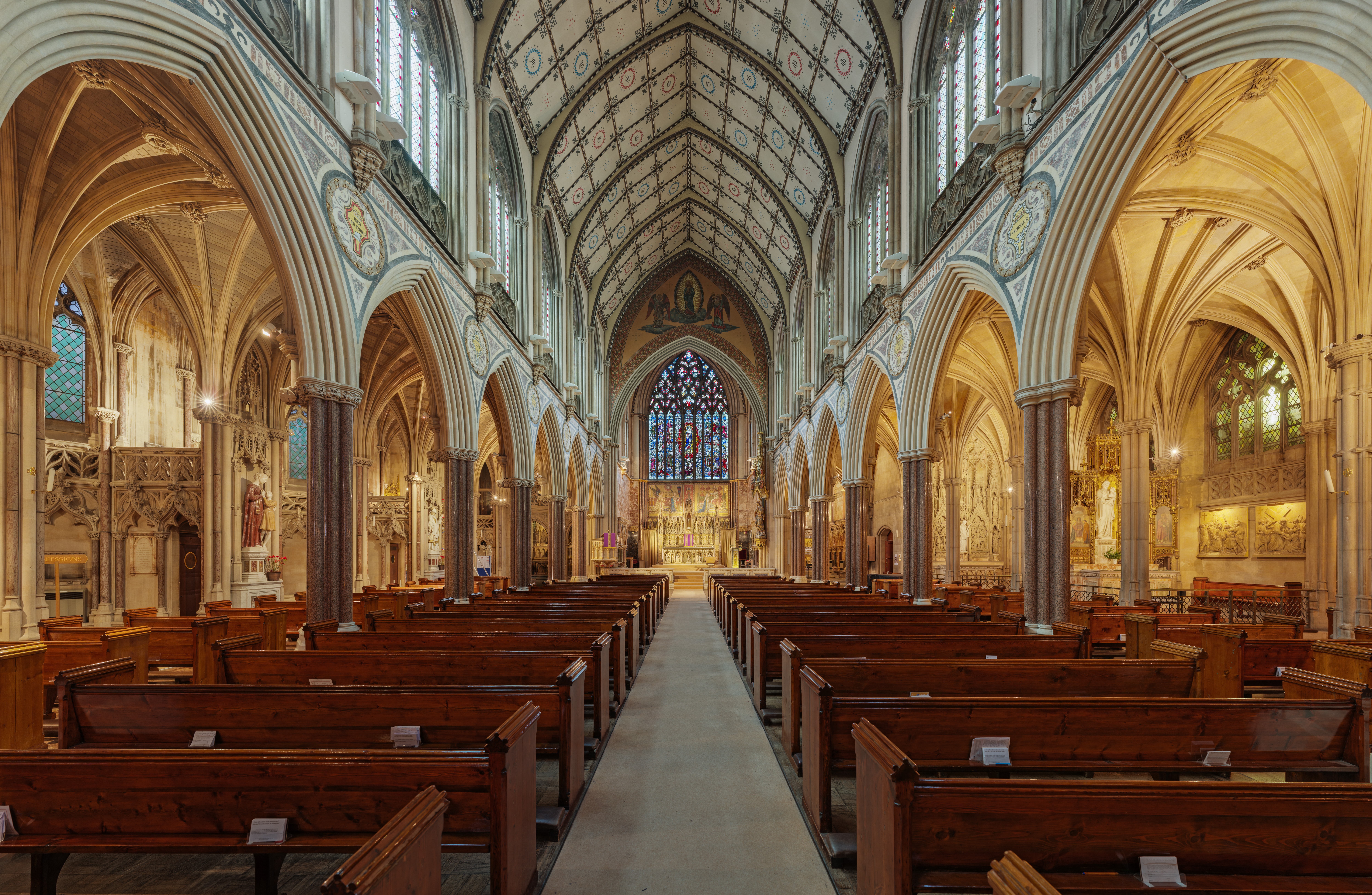
Innenansicht nach Norden

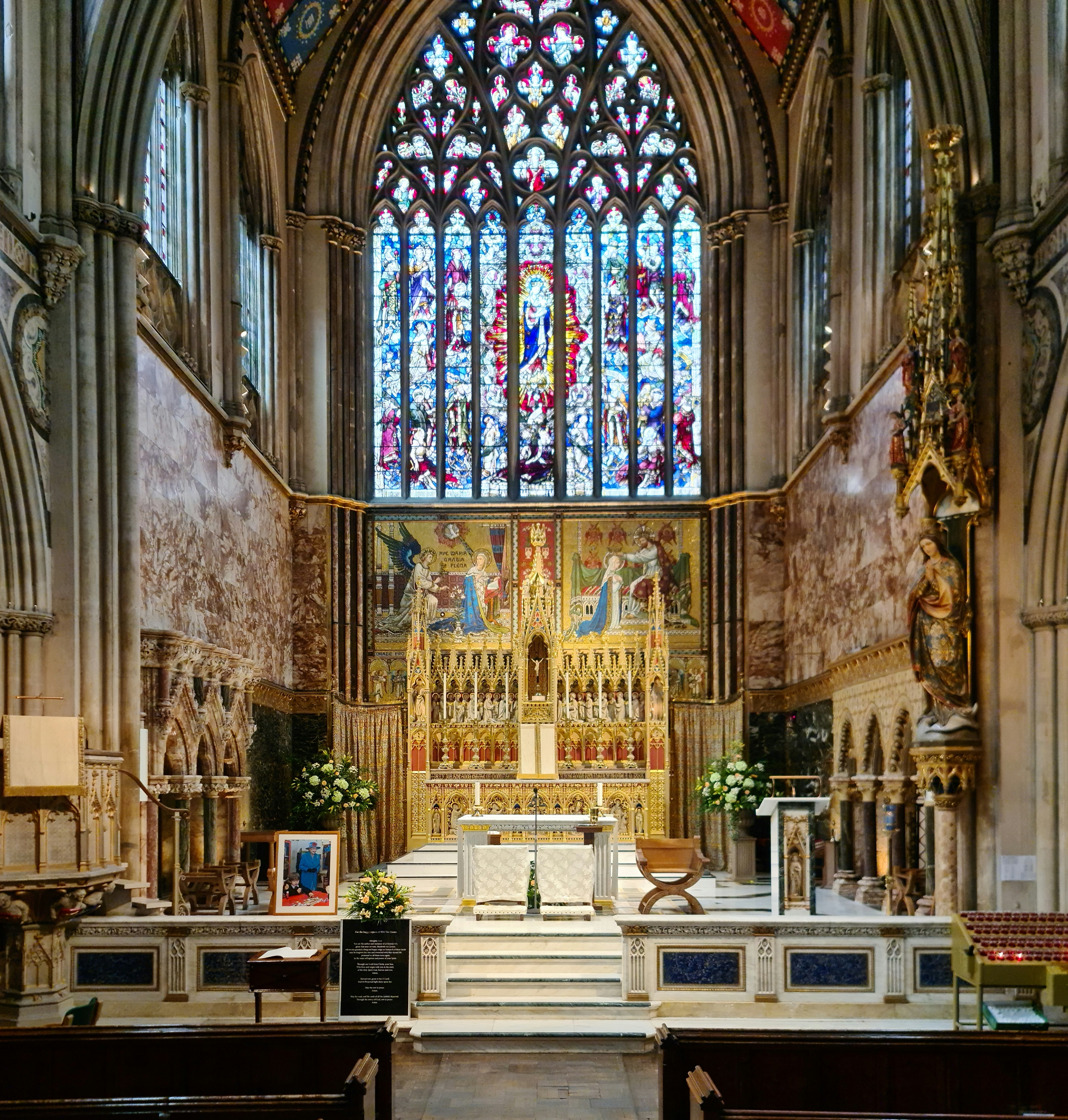
Blick in den Chor

Die römisch-katholische Church of the Immaculate Conception, deutsch Kirche der Unbefleckten Empfängnis, ist eine reich im neugotischen Stil ausgestattete Jesuitenkirche im Londoner Stadtteil Mayfair, der zur  City of Westminster gehört. Sie liegt zwischen der Grünanlage Mount Street Gardens und der Farm Street.

## Geschichte
Durch die Katholikenemanzipation im Jahr 1828 wurde es für die englischen Katholiken einfacher, ihre Konfession auszuleben und Gottesdienste abhalten zu lassen. Hierdurch ermutigt fasste Englands oberster Jesuitenpater Randel Lythgoe den Plan, eine große eigenständige Jesuitenkirche für 900 Gläubige zu errichten. In den 1840er Jahren wurde die Kirchengemeinde in der ruhigen Farm Street für den Standort der neuen Kirche fündig und konnte sie 1849 feierlich eröffnen. Der Architekt des Gotteshauses, das ursprünglich eine T-Form mit einem Kirchenschiff hatte, war Joseph John Scoles. In der zweiten Hälfte des 19. Jahrhunderts wurde die Kirche zweimal erweitert. Von 1849 bis 1966 war das Gotteshaus eine Jesuitenkirche, die auch für die Öffentlichkeit zugänglich war, in der die Gläubigen ihre Sakramente empfangen konnten. Seit 1966 ist die Kirche der Unbefleckten Empfängnis das Zentrum der katholischen Pfarrgemeinde von Mayfair.

## Architektur
Die nach Norden ausgerichtete Kirche ist eine große dreischiffige Basilika mit Seitenkapellen. Dem linken Seitenschiff ist in Höhe des Chors seitlich eine große Nebenkapelle angegliedert. Der Sakralbau hat zwei Zugänge; das Hauptportal befindet sich an der Farm Street, ein zweiter Zugang befindet sich am nördlichen Ende des linken Seitenschiffs zum Mount Street Gardens. Das Hauptschiff ist durch ein Spitztonnengewölbe und die Seitenschiffe sind durch Kreuzgratgewölbe abgeschlossen. Der Chor hat einen geraden Abschluss und wird durch ein breites nördliches Maßwerkfenster erhellt.

## Ausstattung
Das Spitztonnengewölbe ist dekorativ mit Ornamentmalerei und bemalten Feldergliederungen gestaltet. Das große nördliche Maßwerkfenster zeigt zahlreiche Heilige, die die Himmelskönigin Maria im Mittelpunkt umgeben. Besonders bemerkenswert sind zwei Wandfresken im byzantinischen Stil, die die Verkündigung Marias und die Krönung Marias darstellen. Davor steht der reich verzierte, von Augustus Pugin geschaffene Hochaltar. Am Chorbogen ist rechts eine hochaufragende Mariensäule in Form eines Sakramentshauses angebracht. Gegenüber steht die einfacher gehaltene Kanzel. Die Kapellenaltäre wurden ebenfalls von Augustus Pugin geschaffen, sie sind geprägt von vom Hauskünstler Andrew White geschaffenen Gemälden. In der Sieben-Schmerzen-Maria-Kapelle befindet sich vor dem Altar eine Skulptur, die Jesus als Obdachlosen auf einer Parkbank zeigt, die der kanadische Bildhauer Timothy Schmalz erstellt hat.

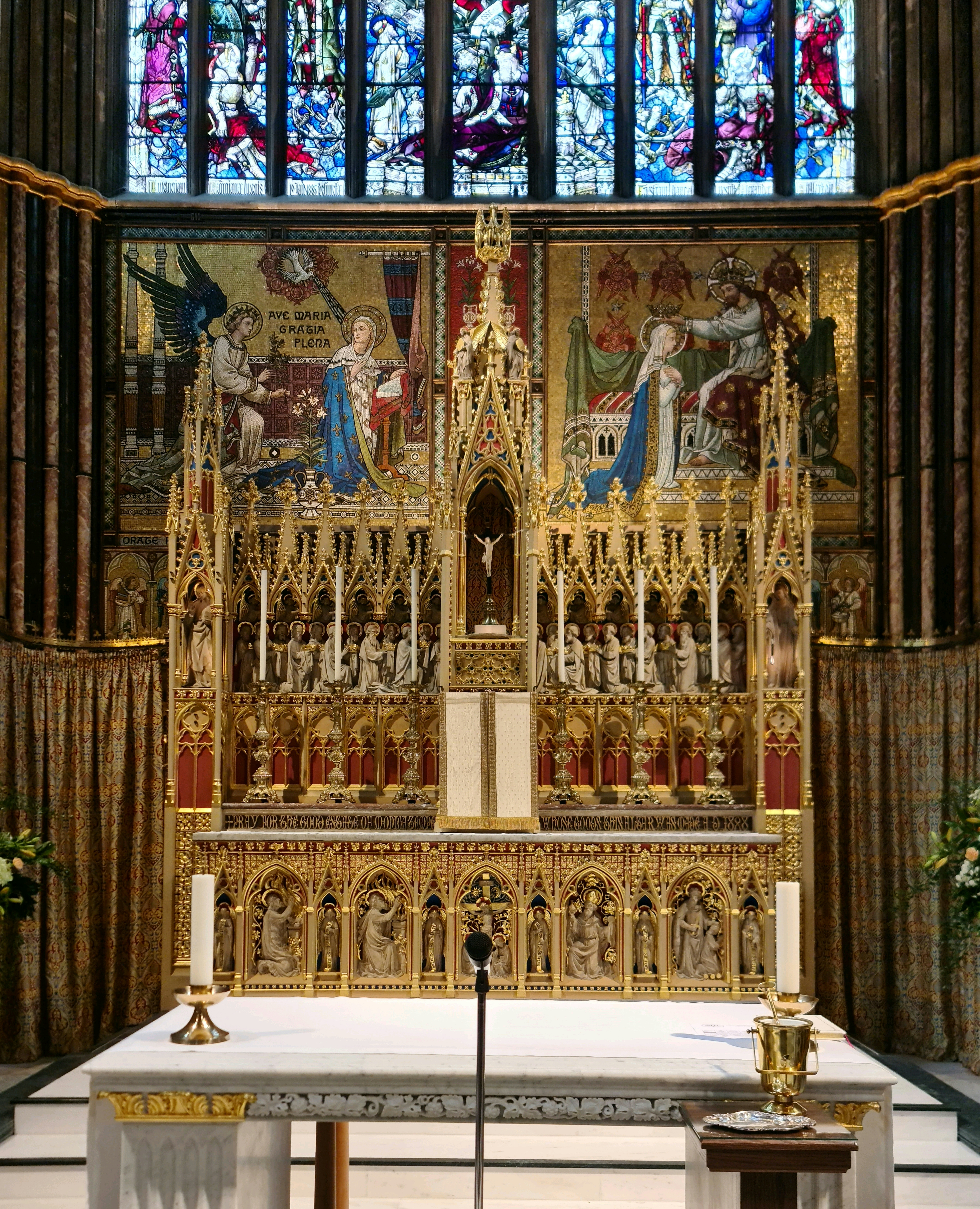
Hochaltar
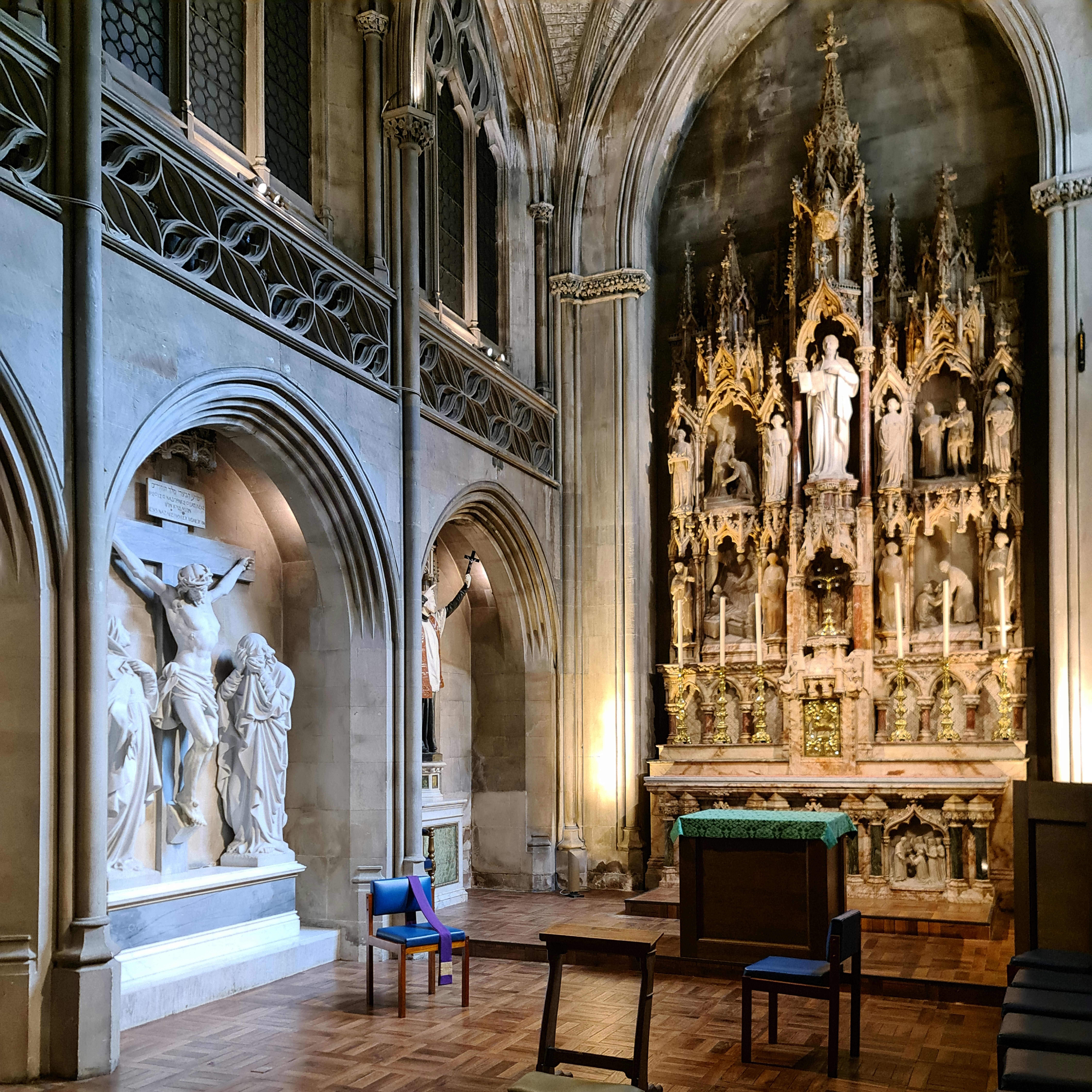
Die nordwestliche Nebenkapelle
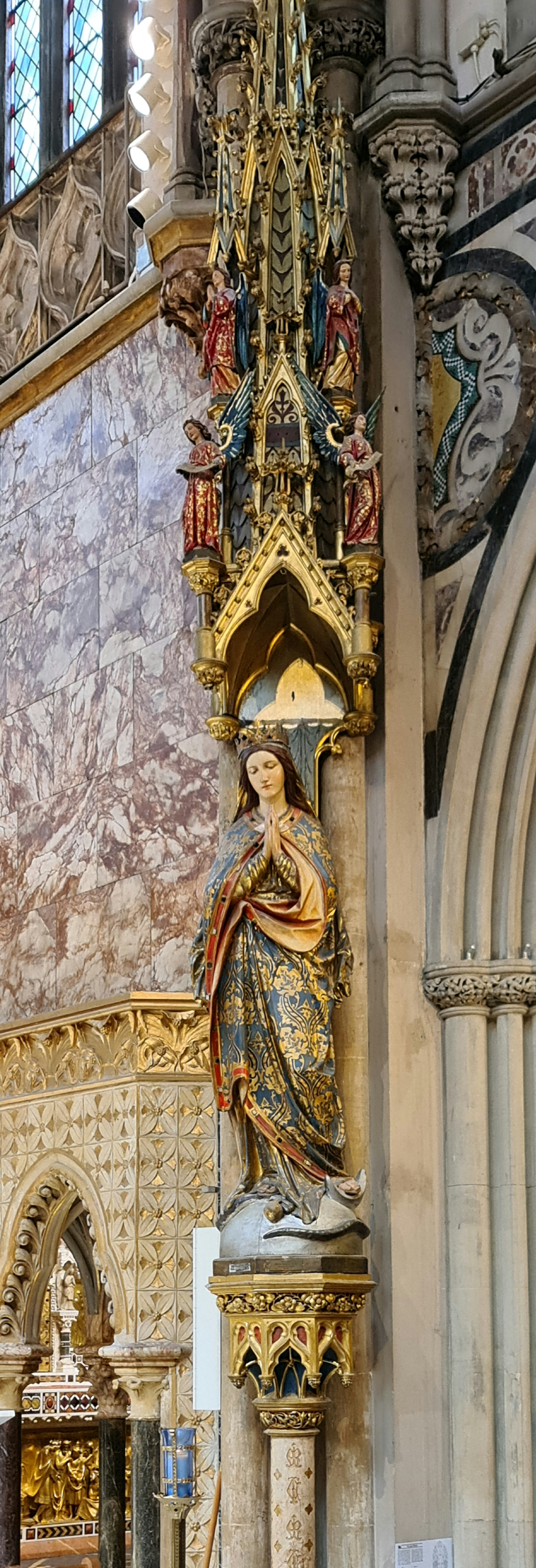
Die sakraments- hausartige Mariensäule
Sieben-Schmerzen-Mariä-Altar, davor Jesus als Obdachloser
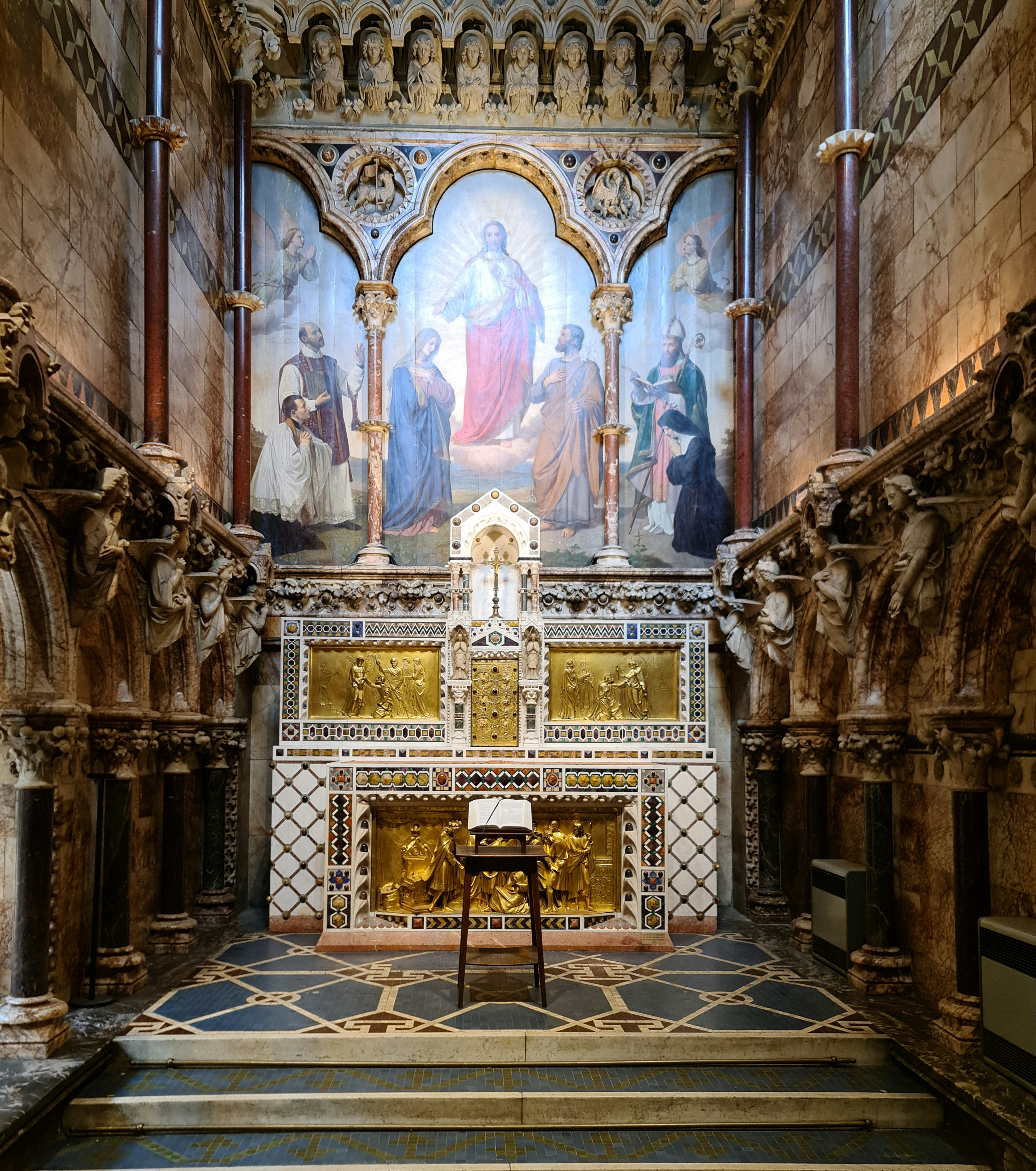
Jesuskapelle

Koordinaten: 51° 30′ 34,1″ N, 0° 8′ 56,7″ W